# Leonel Lisboa Marçal

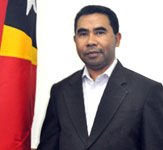
Leonel Lisboa Marçal

Leonel Lisboa Marçal (* 29. August 1973 in Same, Portugiesisch-Timor) ist ein Politiker aus Osttimor. Er ist Mitglied der Partei FRETILIN.
Marçal studierte fünf Semester Jura an der Universidade da Paz (UNPAZ) in Dili. Von 2012 bis 2017 war er Abgeordneter im Nationalparlament Osttimors und hier Mitglied der Kommission für Gesundheit, Bildung, Kultur, Veteranen und Gleichstellung der Geschlechter (Kommission F). Bei den Wahlen 2017 gelang ihm der Wiedereinzug auf Listenplatz 41 der FRETILIN nicht.